# Liste der Lieder der Spice Girls
Dies ist die Liste der Lieder der Pop-Girlgroup Spice Girls. Aufgelistet sind alle Lieder ihrer Alben Spice (1996), Spiceworld (1997), Forever (2000) und Greatest Hits (2007).
Ausgenommen sind alle verschiedenen Remixe und Versionen ihrer Lieder.
Die Reihenfolge der Titel ist alphabetisch. Diese gibt Auskunft über die Komponisten.

## #
| # | Titel                          | Autoren | Album | Jahr |
| - | ------------------------------ | --- | ----- | ---- |
| 1 | 2 Become 1 erschien als Single | Richard Stannard, Victoria Beckham, Geri Halliwell, Melanie Brown, Melanie Chisholm, Emma Bunton, Matt Rowe | Spice | 1996 |

## A
| # | Titel                                          | Autoren                                    | Album                   | Jahr |
| - | ---------------------------------------------- | ------------------------------------------ | ----------------------- | ---- |
| 1 | Ain’t No Stopping Us Now feat. Luther Vandross | Gene McFadden, John Whitehead, Gerry Cohen | Stop [Jukebox use only] | 1998 |

## B
| # | Titel                                                         | Autoren                                                                                                 | Album           | Jahr |
| - | ------------------------------------------------------------- | --- | --------------- | ---- |
| 1 | Baby Come Round B-Seite auf Mama (Limited Edition Book Cover) | Victoria Adams, Geri Halliwell, Melanie Brown, Melanie Chisholm, Emma Bunton, Andy Watkins, Paul Wilson | Non Album Track | 1997 |
| 2 | Bumper to Bumper B-Seite auf Wannabe                          | Spice Girls, Cathy Dennis, Andy Watkins, Paul Wilson                                                    | Non Album Track | 1996 |

## C
| # | Titel                                             | Autoren      | Album           | Jahr |
| - | ------------------------------------------------- | ------------ | --------------- | ---- |
| 1 | Christmas Wrapping B-Seite auf der Single Goodbye | Chris Butler | Non Album Track | 1998 |

## D
| # | Titel   | Autoren                                                                                                 | Album      | Jahr |
| - | ------- | --- | ---------- | ---- |
| 1 | Denying | Victoria Adams, Geri Halliwell, Melanie Brown, Melanie Chisholm, Emma Bunton, Andy Watkins, Paul Wilson | Spiceworld | 1997 |
| 2 | Do It   | Victoria Adams, Geri Halliwell, Melanie Brown, Melanie Chisholm, Emma Bunton, Andy Watkins, Paul Wilson | Spiceworld | 1997 |

## G
| # | Titel                       | Autoren | Album   | Jahr |
| - | --------------------------- | --- | ------- | ---- |
| 1 | Get Down with Me            | Victoria Adams, Melanie Brown, Melanie Chisholm, Emma Bunton, Rodney Jerkins, LeShawn Daniels, Fred Jerkins III, Mischke Butler, Robert Smith [US] | Forever | 2000 |
| 2 | Goodbye erschien als Single | Richard Stannard, Victoria Adams, Melanie Brown, Melanie Chisholm, Emma Bunton, Matt Rowe                                                          | Forever | 1998 |

## H
| # | Titel                                                         | Autoren                                  | Album         | Jahr |
| - | ------------------------------------------------------------- | ---------------------------------------- | ------------- | ---- |
| 1 | Headlines (Friendship Never Ends) erschien als Comebacksingle | Richard Stannard, Matt Rowe, Spice Girls | Greatest Hits | 2007 |
| 2 | Holler / Let Love Lead the Way                                |                                          | Forever       | 2000 |

## I
| # | Titel                             | Autoren                                                                                     | Album           | Jahr |
| - | --------------------------------- | ------------------------------------------------------------------------------------------- | --------------- | ---- |
| 1 | If U Can't Dance                  | Richard Stannard, Spice Girls, Matt Rowe                                                    | Spice           | 1996 |
| 2 | If You Wanna Have Some Fun        | James Harris III, Terry Lewis, Victoria Adams, Melanie Brown, Melanie Chisholm, Emma Bunton | Forever         | 2000 |
| 3 | I’m the Leader of the Gang (I Am) |                                                                                             | Non Album Track |      |

## L
| # | Titel                                     | Autoren | Album   | Jahr |
| - | ----------------------------------------- | --- | ------- | ---- |
| 1 | Last Time Lover                           | Spice Girls, Andy Watkins, Paul Wilson                                                                                            | Spice   | 1996 |
| 2 | Let Love Lead the Way erschien als Single | Victoria Adams, Melanie Brown, Melanie Chisholm, Emma Bunton, Rodney Jerkins, LeShawn Daniels, Fred Jerkins III, Harvey Mason jr. | Forever | 2000 |
| 3 | Love Thing                                | Spice Girls, Eliot Kennedy, Bayliss                                                                                               | Spice   | 1996 |

## M
| # | Titel                       | Autoren                                  | Album                                  | Jahr |
| - | --------------------------- | ---------------------------------------- | -------------------------------------- | ---- |
| 1 | Mama erschien als Single    | Matt Rowe, Spice Girls, Richard Stannard | Spice                                  | 1996 |
| 2 | Move Over                   | Mary Wood, Clifford Lane, Spice Girls    | Spiceworld                             | 1997 |
| 3 | Move Over / Generation Next | Mary Wood, Clifford Lane, Spice Girls    | Move Over / Generation Next (Live DVD) | 1997 |
| 4 | My Strongest Suit           | Elton John, Tim Rice                     | aida (Kompilation)                     | 1999 |

## N
| # | Titel                           | Autoren                                                                                                   | Album      | Jahr |
| - | ------------------------------- | --- | ---------- | ---- |
| 1 | Naked                           | Andy Watkins, Paul Wilson, Spice Girls                                                                    | Spice      | 1996 |
| 2 | Never Give Up on the Good Times | Matt Rowe, Emma Bunton, Richard Stannard, Victoria Adams, Geri Halliwell, Melanie Brown, Melanie Chisholm | Spiceworld | 1997 |

## O
| # | Titel                                     | Autoren                                                                                     | Album           | Jahr |
| - | ----------------------------------------- | ------------------------------------------------------------------------------------------- | --------------- | ---- |
| 1 | One of These Girls B-Seite auf 2 Become 1 | Spice Girls, Andy Watkins, Paul Wilson                                                      | Non Album Track | 1996 |
| 2 | Outer Space Girls                         |                                                                                             | Non Album Track |      |
| 3 | Oxygen                                    | James Harris III, Terry Lewis, Victoria Adams, Melanie Brown, Melanie Chisholm, Emma Bunton | Forever         | 2000 |

## R
| # | Titel            | Autoren                                                                                | Album   | Jahr |
| - | ---------------- | -------------------------------------------------------------------------------------- | ------- | ---- |
| 1 | Right Back at Ya | Eliot Kennedy, Victoria Adams, Melanie Brown, Melanie Chisholm, Emma Bunton, Tim Lever | Forever | 2000 |

## S
| # | Titel                                         | Autoren                                                                                                   | Album                          | Jahr |
| - | --------------------------------------------- | --- | ------------------------------ | ---- |
| 1 | Saturday Night Divas                          | Richard Stannard, Victoria Adams, Geri Halliwell, Melanie Brown, Melanie Chisholm, Emma Bunton, Matt Rowe | Spiceworld                     | 1997 |
| 2 | Say You’ll Be There erschien als Single       | Eliot Kennedy, Spice Girls, Jonathan Buck                                                                 | Spice                          | 1996 |
| 3 | Sisters are Doin’ It                          | | Non Album Track                |      |
| 4 | Sleigh Ride                                   | Mitchell Parish, Leroy Anderson                                                                           | Kerst met ballen (Kompilation) | 1996 |
| 5 | Something Kinda Funny                         | Victoria Adams, Geri Halliwell, Melanie Brown, Melanie Chisholm, Emma Bunton, Andy Watkins, Paul Wilson   | Spice                          | 1996 |
| 6 | Spice Invaders B-Seite auf Spice Up Your Life | Victoria Adams, Geri Halliwell, Melanie Brown, Melanie Chisholm, Emma Bunton, Andy Watkins, Paul Wilson   | Non Album Track                | 1997 |
| 7 | Spice Up Your Life erschien als Single        | Richard Stannard, Spice Girls, Matt Rowe                                                                  | Spiceworld                     | 1997 |
| 8 | Step to Me erschien als Single                | | Non Album Track                | 1997 |
| 9 | Stop erschien als Single                      | Victoria Adams, Geri Halliwell, Melanie Brown, Melanie Chisholm, Emma Bunton, Andy Watkins, Paul Wilson   | Spiceworld                     | 1997 |

## T
| # | Titel                                        | Autoren | Album           | Jahr |
| - | -------------------------------------------- | --- | --------------- | ---- |
| 1 | Take Me Home B-Seite auf Say You’ll Be There | Victoria Adams, Geri Halliwell, Melanie Brown, Melanie Chisholm, Emma Bunton, Andy Watkins, Paul Wilson                         | Non Album Track | 1996 |
| 2 | Tell Me Why                                  | Victoria Adams, Melanie Brown, Melanie Chisholm, Emma Bunton, Rodney Jerkins, LeShawn Daniels, Fred Jerkins III, Mischke Butler | Forever         | 2000 |
| 3 | The Lady Is a Vamp                           | Spice Girls, Andy Watkins, Paul Wilson                                                                                          | Spiceworld      | 1997 |
| 4 | Time Goes By                                 | Victoria Adams, Melanie Brown, Emma Bunton, Rodney Jerkins, LeShawn Daniels, Fred Jerkins III, Mischke Butler                   | Forever         | 2000 |
| 5 | Too Much erschien als Single                 | Spice Girls, Andy Watkins, Paul Wilson                                                                                          | Spiceworld      | 1997 |

## V
| # | Titel                                | Autoren                                                                                                   | Album                       | Jahr |
| - | ------------------------------------ | --- | --------------------------- | ---- |
| 1 | Viva Forever erschien als Single     | Richard Stannard, Victoria Adams, Geri Halliwell, Melanie Brown, Melanie Chisholm, Emma Bunton, Matt Rowe | Spiceworld                  | 1997 |
| 2 | Viva Forever feat. Luciano Pavarotti | | For the Children of Liberia | 1998 |
| 3 | Voodoo                               | Richard Stannard, Matt Rowe, Spice Girls                                                                  | Greatest Hits               | 2007 |

## W
| # | Titel                                        | Autoren | Album           | Jahr |
| - | -------------------------------------------- | --- | --------------- | ---- |
| 1 | Walk of Life B-Seite auf Too Much            | Spice Girls, Andy Watkins, Paul Wilson                                                                          | Non Album Track | 1997 |
| 2 | Wannabe erschien als Debütsingle             | Richard Stannard, Victoria Adams, Geri Halliwell, Melanie Brown, Melanie Chisholm, Emma Bunton, Matt Rowe       | Spice           | 1996 |
| 3 | Wasting My Time                              | Victoria Adams, Melanie Brown, Melanie Chisholm, Emma Bunton, LeShawn Daniels, Fred Jerkins III                 | Forever         | 2000 |
| 4 | Weekend Love                                 | Victoria Adams, Melanie Brown, Melanie Chisholm, Emma Bunton, Rodney Jerkins, LeShawn Daniels, Fred Jerkins III | Forever         | 2000 |
| 5 | Who Do You Think You Are erschien als Single | Spice Girls, Andy Watkins, Paul Wilson                                                                          | Spice           | 1996 |